# 格洛丽亚·范德比尔特
格洛丽亚·劳拉·范德比尔特（英語：Gloria Laura Vanderbilt，1924年2月20日—2019年6月17日）是美国艺术家、作家、演员、时装设计师、社交名媛，范德比尔特家族成员。
范德比尔特从出生起就生活在大众的聚光灯下。1930年代，幼年的她曾是一起备受瞩目的儿童监护权诉讼的主角，她母亲格洛丽亚·摩根·范德比尔特与她姑姑格特鲁德·范德比尔特·惠特尼分别寻求对她的监护权以及她信托基金的控制权。这场诉讼被当时的媒体称为“世纪审判”，成为了轰动一时的新闻。
1970年代，范德比尔特推出了一系列以她名字命名的时装、香水和家居用品，尤其以其名牌蓝色牛仔裤而知名。

## 早年生活
范德比尔特于1924年2月20日出生于纽约市曼哈顿，是范德比尔特家族创始人、亿万富翁康内留斯·范德比尔特的玄孙女，也是家族继承人雷金纳德·克莱普尔·范德比尔特和他第二任妻子格洛丽亚·摩根·范德比尔特的独女。出生后，她由美国圣公会的赫伯特·希普曼主教受洗。不过在父亲过世后，她在母亲所属的天主教会领受坚振礼并作为天主教徒抚养长大。她另有一个同父异母的姐姐凯瑟琳·范德比尔特，来自她父亲的第一段婚姻。
在范德比尔特18个月大时，她的父亲就因为肝硬化去世，她和她同父异母的姐姐成为继承人，平分500万美元（相当于2024年的$9,000万美元）的信托基金。在她尚未成年时，基金的控制权属于她的母亲。她母亲多年来一直带着她往返于巴黎。一位名叫艾玛·沙利文·基斯利奇（Emma Sullivan Kieslich）的保姆一直陪伴在她们身边，幼年的范德比尔特称她为“多多”（Dodo）。除了这位保姆之外，她母亲的同卵双胞胎姐妹塞尔玛也陪伴在她们左右，塞尔玛当时是英国威尔士亲王（即后来的爱德华八世）的情妇。范德比尔特母亲当时铺张的消费习惯引起了她姑姑格特鲁德·范德比尔特·惠特尼的不满。惠特尼想要她侄女的监护权，并由此导致了一起轰动一时的监护权诉讼官司。这场官司丑态百出，以至于法官有时会让所有人都离开法庭，以便在不受任何人影响的情况下向年幼的范德比尔特取证。还有人在法庭内听到哭泣和哀号。有证人出庭描述范德比尔特母亲不称职的行为，其中包括一名女仆指控她与英国王室成员有同性恋关系。最终范德比尔特的母亲败诉，她的姑姑成为其法定监护人。

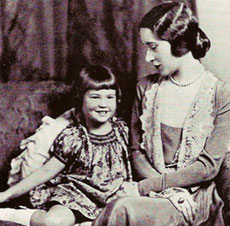
1928年，四岁的范德比尔特和母亲在一起

诉讼过后，范德比尔特母亲能控制的资产大幅减少。她对女儿的探视也受到密切监视，以确保她的生活方式不会对女儿造成任何不良影响。离开母亲的范德比尔特在她姑姑位于长岛舊韋斯特伯里的豪宅中长大。
1980年芭芭拉·戈德史密斯出版了《小格洛丽亚……终于高兴了》（Little Gloria... Happy at Last）一书详细描述了这起审判的来龙去脉。1982年全国广播公司将该书内容改编成了一部迷你剧，该剧获得了六项艾美奖和一项金球奖的提名。女演员詹妮弗·邓达斯饰演格洛丽亚。
范德比尔特曾先后就读于长岛的格林维尔学校（Greenvale School）、康涅狄格州法明頓的波特小姐学校、罗德岛普罗维登斯的惠勒学校等。她后来入读位于纽约市的紐約藝術學生聯盟，这段学习经历也培养了她的艺术才能。当范德比尔特成年并获得了她信托基金的控制权后，她完全切断了与母亲的联系。不过最终她们后来还是和解了。她母亲于1965年在洛杉矶去世。

## 职业生涯

### 表演与影视
范德比尔特于1954年至1963年曾致力于表演事业。她在邻里剧场（Neighborhood Playhouse）跟随桑福德·迈斯纳学习表演，并于1954年在宾夕法尼亚州芒廷霍姆的波科诺剧场（Pocono Playhouse）首次登台出演《天鹅》（The Swan）。这后来成为了她“天鹅”标志的灵感来源。1955年，她在百老汇名剧《你的一生》复排版中登场亮相。 此外，她还曾出演过《90分钟剧场》、《好莱坞一号工作室》、《迪克·鲍威尔秀》等电视剧。后来，她又于1981年在《爱之船》中出镜。她登场过的其他电视节目包括爱德华·默罗《面对面》、约翰尼·卡森《今夜秀》、《奥普拉·温弗里秀》、《凯莉和瑞恩直播秀》以及《CBS周日早新闻》等。

### 时尚
范德比尔特15岁时登上时装杂志《时尚芭莎》，由此开始了她的时装模特生涯。
1970年代起，她开始涉足时尚行业。最初，她授权Glentex生产了一系列绣有她名字和画作的围巾。1976年，她与印度设计师莫汉·穆尔贾尼合作推出了一系列名牌牛仔裤，后袋上绣有她的签名以及她标志性的天鹅标志。她的牛仔裤比当时其他的牛仔裤更为紧身，上市后迅速受到了追捧。
范德比尔特于1978年将她名字的品牌所有权卖给了穆尔贾尼集团。此前，她于1976年创立了自己的时尚公司GV Ltd。此后，她的公司推出了连衣裙、衬衫、床单、鞋子、皮具、利口酒、配饰等各种商品。1982年至2002年间，欧莱雅推出了八款格洛丽亚·范德比尔特品牌的香水。1988年，穆尔贾尼将格洛丽亚·范德比尔特名字品牌的所有权出售给了Gitano集团。2002年，琼斯服装集团获得了格洛丽亚·范德比尔特牛仔裤的所有权。

#### 欺诈诉讼
1980年代，范德比尔特曾指控她在GV Ltd.公司的前合伙人和律师欺诈。经过漫长的审判，范德比尔特最终胜诉并得到170万美元的赔偿。然而因为该律师在判决之前就已去世，她未能得到这笔赔偿，还因为律师的偷税而欠下了数百万美元的税款。最终她被迫变卖了她在纽约州南安普敦和曼哈顿上东区的房产。

### 艺术
范德比尔特曾在纽约艺术学生联盟学习艺术。她创作过许多油画、水彩画与粉彩画，并举办过多次个人展览。她的第一次展览于1948年举行。大约从1968年开始，她的作品被贺卡公司霍尔马克卡片与纺织品公司布鲁姆克拉夫特（Bloomcraft）采用。
2001年范德比尔特重返艺术界，在曼彻斯特的南佛蒙特艺术中心举办了艺术展“梦想盒子”（Dream Boxes），这场展览大获成功。2007年她又在此举办了另一场展览，展出了她的35幅画作。两年后范德比尔特再度回到南佛蒙特艺术中心，作为年度秋季展览的嘉宾为她刚出版的小说《沉沦：一个激情故事》（Obsession: An Erotic Tale）举行签名活动。
2014年2月20日90岁生日时，范德比尔特在纽约设计中心的1stdibs画廊举办了“左手是梦想家” （The Left Hand Is The Dreamer）展览，展出了她的一系列素描、油画与拼贴画作品。

### 写作
范德比尔特出版过两本关于艺术和家居装饰的书籍、四卷回忆录以及三本小说，并且是《纽约时报》、《名利场》和《Elle》等刊物的定期撰稿人。
2010年11月，范德比尔特《紐約》杂志设计编辑温迪·古德曼（Wendy Goodman）出版了她的传记《格洛丽亚·范德比尔特的世界》（The World of Gloria Vanderbilt）。该书由艾布拉姆斯出版社出版，收录了许多以前从未公诸于世的照片。
2017年，范德比尔特与她的儿子安德森·库珀合著的《曾经绚烂的彩虹》（The Rainbow Comes and Goes: A Mother and Son On Life, Love, and Loss）由哈珀柯林斯出版集团出版，该书收录了许多她们母子的往来信件。

### 纪录片
2016年4月9日，HBO播出了利兹·加伯斯执导的纪录片《无话不说：格洛丽亚·范德比尔特和安德森·库珀》（Nothing Left Unsaid: Gloria Vanderbilt & Anderson Cooper）。纪录片展现了他们母子之间的一系列对话，话题包括了她的一生以及她的家族背景等。

## 个人生活
范德比尔特曾结过四次婚、离过三次婚，共育有四子。在婚姻关系以外，她还有过多位情人。

### 婚姻
1941年，17岁的范德比尔特前往好莱坞，在那里她成为了制片人、经纪人帕特·迪西可的第二任妻子。他们于1945年离婚，两人没有孩子。她后来声称迪西可经常虐待、侮辱并殴打她。
1945年4月，在与迪西可离婚仅几周后，范德比尔特与比她大42岁的英国指挥家利奥波德·斯托科夫斯基结婚。斯托科夫斯基在她之前有过两段婚姻并育有三个女儿。范德比尔特是他第三任也是最后一任妻子。两人于1955年10月离婚。这段婚姻期间他们育有两子：利奥波德斯·坦尼斯劳斯·“斯坦”·斯托科夫斯基（Leopold Stanislaus "Stan" Stokowski，1950年8月22日出生）与克里斯托弗斯·托科夫斯基（Christopher Stokowski，1952年1月31日出生）。斯坦有三个子女，克里斯托弗则没有孩子。
范德比尔特的第三任丈夫是导演希德尼·鲁迈特。她是他四任妻子中的第二个。他们于1956年8月28日结婚，后于1963年8月离婚。两人没有子女。
范德比尔特的第四任丈夫是作家怀亚特·埃默里·库珀。他们于1963年12月24日结婚。这段婚姻持续了15年，直至1978年库珀在接受心脏搭桥手术时去世为止。他们育有两子：卡特·范德比尔特·库珀（Carter Vanderbilt Cooper，1965年1月27日－1988年7月22日）和安德森·海斯·库珀（Anderson Hays Cooper，1967年6月3日出生）。卡特23岁时从自家的14楼公寓跳楼自杀身亡。安德森是CNN新闻主播。

### 其他关系
范德比尔特与摄影师兼电影制片人戈登·帕克斯保持着多年的情人关系，直至帕克斯于2006年去世。她的其他情人还包括马龙·白兰度、弗兰克·辛纳特拉、 霍华德·休斯和罗尔德·达尔。
时装设计师黛安·冯芙丝汀宝是范德比尔特一位非常亲密的朋友。2011年9月19日，范德比尔特作为嘉宾作客她儿子安德森·库珀的电视脱口秀节目《安德森秀》，当时她称喜剧演员兼女演员凯西·格里芬是她的“梦想女儿”（fantasy daughter）。
有人认为杜鲁门·卡波特《蒂凡尼的早餐》女主人公霍莉·戈莱特利（Holly Golightly）的原型就是范德比尔特，不过也有人推测说原型是她的朋友卡罗尔·格蕾丝。

### 宗教信仰
范德比尔特在婴儿时期就接受了圣公会的洗礼，但她是作为罗马天主教徒被抚养长大的。童年时，她对圣特蕾莎特别着迷。尽管年轻时信奉宗教，但她晚年不再去教堂。

### 去世
范德比尔特于2019年6月17日在其曼哈顿家中去世，终年95岁。她被安葬在纽约史泰登岛摩拉维亚公墓的范德比尔特家族墓地，在她已故的儿子卡特和丈夫怀亚特的身边。去世后，她的全部财产价值不到150万美元。

## 作品

### 艺术和家居装饰
- Vanderbilt, Gloria. . New York City: Galahad Books. 1970. ISBN 0-88365-097-5. OCLC 1143871.
- Vanderbilt, Gloria; Roderick, Phyllis Hingston. . New York: Simon & Schuster. 1977. ISBN 978-0-671-22637-4.

### 回忆录
- Vanderbilt, Gloria. . Garden City, New York: Doubleday. 1979. ISBN 978-0-385-13645-7.
- Vanderbilt, Gloria. . New York: Alfred A. Knopf. 1985. ISBN 978-0-394-54112-9.
- Vanderbilt, Gloria. . New York: Alfred A. Knopf. 1987. ISBN 978-0-394-54412-0.
- Vanderbilt, Gloria. . New York: Alfred A. Knopf. 1995. ISBN 978-0-679-45052-8.
- Vanderbilt, Gloria. . New York: Simon & Schuster. 2004. ISBN 978-0-743-26480-8.
- Cooper, Anderson and Gloria Vanderbilt. . Harper-Collins. 2016. ISBN 978-0-06-245494-2.

### 小说
- Vanderbilt, Gloria. . New York: Alfred A. Knopf. 1989. ISBN 978-0-394-57155-3.
- Vanderbilt, Gloria. . New York: Alfred A. Knopf. 1994. ISBN 978-0-394-58775-2.
- Vanderbilt, Gloria. . New York: HarperCollins. 2009. ISBN 978-0-061-73489-2.[57]

### 引用
1. ↑  Brockell, Gillian. . Washington Post. June 17, 2019  [2022-05-23]. （原始内容存档于2020-11-23）.
2. ↑  Vanderbilt, Gloria.  1st. New York: Alfred A. Knopf. 1996: 5. ISBN 978-0-679-45052-8.
3. ↑  . Evening Independent. September 4, 1925  [August 6, 2013]. （原始内容存档于2022-05-23） –Google News.
4. ↑  Vanderbilt, Gloria.  1st. New York: Alfred A. Knopf. 1996: 7. ISBN 978-0-679-45052-8.
5. ↑  . Providence News. March 5, 1923  [August 6, 2013]. （原始内容存档于2022-05-23） –Google News.
6. ↑  Vanderbilt, Gloria Morgan; Wayne, Palma. . New York: E. P. Dutton. 1936: 118. Reggie was anxious to have his child baptized a Protestant. [His elder daughter] Cathleen had been christened in the Catholic faith; he wanted this baby christened in his own, and I consented. This ceremony was performed by Bishop Herbert Shipman in our large, formal, seldom-used drawing room. ... She was named Gloria after myself and Laura after my mother. ... James Deering was the baby's godfather and Gertrude Whitney was made her godmother ....
7. ↑  . The Meriden Daily Journal. September 4, 1925  [August 6, 2013]. （原始内容存档于2022-02-21） –Google News.
8. ↑  Vanderbilt, Gloria.  1st. New York: Alfred A. Knopf. 1996: 5. ISBN 978-0-679-45052-8.
9. ↑  Vanderbilt II, Arthur T., 346.
10. ↑  . Lewiston Daily Sun. October 2, 1934  [August 13, 2010]. （原始内容存档于2022-05-23）.
11. 1 2  Goldsmith, Barbara (编). . New York: Dell. 1981  [August 13, 2010]. ISBN 978-0-440-15120-3.
12. ↑  Vanderbilt, Gloria. . New York: Simon & Schuster. 2004: 9. ISBN 0-7432-6480-0.
13. ↑  . Lewiston Daily Sun. November 21, 1934  [August 13, 2010]. （原始内容存档于2022-05-23） –Google News.
14. 1 2  Ilnytzky, Ula. . San Francisco Chronicle. Associated Press. June 17, 2019. （原始内容存档于June 17, 2019）.
15. ↑  . Life. Vol. 4 no. 3. January 17, 1938: 16–17  [November 24, 2011]. （原始内容存档于2022-05-23）.
16. 1 2  . USA TODAY.   [2019-06-21]. （原始内容存档于2019-06-22） （英语）.
17. ↑  . USA TODAY.   [2019-06-19]. （原始内容存档于2019-06-22） （英语）.
18. ↑  O'Connor, John J. . The New York Times. 1982-10-22  [2019-06-21]. ISSN 0362-4331. （原始内容存档于2022-05-23） （美国英语）.
19. ↑  Maroni, Gloria. . Providence Journal. May 26, 1985  [2022-05-23]. （原始内容存档于2012-11-07） –ProQuest.
20. ↑  . Times Daily. October 1, 1979  [2022-05-23]. （原始内容存档于2022-05-23） –Google News.
21. ↑  Vanderbilt, Gloria. . New York: Simon & Schuster. 2004. ISBN 0-7432-6480-0.
22. 1 2  . Meredien Journal. February 15, 1965  [June 18, 2019]. （原始内容存档于2022-05-23）.
23. 1 2 3 4 5 6 7 8 9 10 11 12 13  Chris Koseluk. . The Hollywood Reporter. June 17, 2019  [2022-05-23]. （原始内容存档于2019-06-17）.
24. ↑  Szabo, Julia. . The New York Times. February 25, 2001  [June 18, 2019]. （原始内容存档于2022-05-23） （英语）.
25. ↑  Bekiempis, Victoria; agencies. . The Guardian. 2019-06-17  [2019-06-19]. ISSN 0261-3077. （原始内容存档于2021-12-20） （英国英语）.
26. ↑  Harper, Marques. . Los Angeles Times (Los Angeles). June 17, 2019  [June 18, 2019]. （原始内容存档于2022-02-22）.
27. ↑  . Murjani Group.   [2022-07-02]. （原始内容存档于2011-05-26）.
28. ↑  . Fragrantica.
29. ↑  . The New York Times. December 8, 1993  [2022-05-23]. （原始内容存档于2022-05-23）. Gloria Vanderbilt Apparel is owned by the Dabah family, whose patriarch, Morris Dabah, founded Gitano
30. ↑  . encyclopedia.com.   [2022-05-23]. （原始内容存档于2022-05-23）. In December of 1988 Gitano bought the rights to the Gloria Vanderbilt trademarks
31. ↑  . Houston Chronicle (Houston: Hearst Communications). March 19, 2002  [June 18, 2019]. （原始内容存档于2021-12-20）.
32. ↑  . The New York Times (New York). Reuters. March 20, 2002  [June 18, 2019]. （原始内容存档于2021-12-20）.
33. 1 2  Horwell, Veronica. . The Guardian (Kings Place, London). June 17, 2019  [June 18, 2019]. （原始内容存档于2021-12-20）.
34. ↑  McLaughlin, Eliott C. . CNN. 2019-06-17  [2020-05-12]. （原始内容存档于2022-06-29）.
35. ↑  . HuffPost. 2010-11-09  [2019-06-18]. （原始内容存档于2021-12-20） （英语）.
36. 1 2  Petski, Denise. . Deadline Hollywood (United States: Penske Media Corporation). June 17, 2019  [June 18, 2019]. （原始内容存档于2021-12-20）.
37. ↑  . Downtown Magazine NYC. March 2014  [2022-05-23]. （原始内容存档于2022-04-07）.
38. ↑  . Goodreads.com. January 3, 2013  [March 7, 2013]. （原始内容存档于2021-12-20）.
39. ↑  Goodman, Wendy. . Cooper, Anderson (forward). New York: Abrams. 2010. ISBN 978-0810995925.
40. ↑  Srivastava, Anushika. . SheThePeople TV. 2019-06-18  [2019-06-21]. （原始内容存档于2022-02-11） （美国英语）.
41. ↑  . HarperCollins US.   [2022-05-23]. （原始内容存档于2020-05-26）.
42. ↑  . HBO.com.   [2022-05-23]. （原始内容存档于2021-12-23）.
43. ↑  Vanderbilt, Gloria. . New York: Simon & Schuster. 2004: 31. ISBN 0-7432-6480-0.
44. ↑  Vanderbilt, Gloria. . New York: Simon & Schuster. 2004: 36. ISBN 0-7432-6480-0.
45. ↑  Higginbotham, Adam. . The Daily Telegraph (London). November 23, 2004  [August 6, 2013]. （原始内容存档于January 12, 2022）.
46. ↑  . stokowski.org.   [April 23, 2017]. （原始内容存档于2019-12-27）.
47. ↑  . The New York Times. July 23, 1988  [August 1, 2014]. （原始内容存档于2022-06-12）.
48. ↑  James, Susan Donaldson. . ABC News. September 21, 2011  [August 1, 2014]. （原始内容存档于2022-05-23）.
49. ↑  VanMeter, Jonathan. . How Race Is Lived in America. The New York Times. July 16, 2000  [April 2, 2010]. （原始内容存档于June 11, 2011）.
50. ↑  O'Malley, Katie; Hall, Harriet. . The Independent (London: Independent Print Limited). June 18, 2019  [June 18, 2019]. （原始内容存档于2022-05-23）.
51. ↑  Sager, Jessica. . Fox News (New York City: Fox Corporation). June 17, 2019  [June 18, 2019]. （原始内容存档于2022-05-23）.
52. ↑  Sarah Anne Hughes. . Washington Post. September 20, 2011  [2022-05-23]. （原始内容存档于2020-11-15）.
53. ↑  "Big City Book Club: 'Breakfast at Tiffany's'." November 29, 2011. Web. ProQuest. June 17, 2019.
54. ↑  . The New York Times. August 2, 1992  [August 17, 2015]. （原始内容存档于2019-06-26）.
55. ↑  David Foxley. . Vanity Fair. October 23, 2009  [2022-05-23]. （原始内容存档于2014-07-13）.
56. ↑  Hallemann, Caroline. . Town & Country. 2019-07-09  [2020-05-12]. （原始内容存档于2022-04-16） （美国英语）.
57. ↑  Harris, Paul. . The Observer (London). April 11, 2009  [August 6, 2013]. （原始内容存档于2013-09-06）.